# Paréntesis triples

Paréntesis triples

Los paréntesis triples o triples paréntesis, también conocidos como (((eco))), o en inglés como (((echo))), son un símbolo que se emplea para resaltar los nombres de personas de origen judío u organizaciones que son o se cree que son propiedad de judíos. La práctica se originó en el blog The Right Stuff, cuyos editores han explicado que el símbolo pretende señalar que las acciones de los judíos han provocado que sus apellidos «resuenen a lo largo de la historia». El símbolo ha sido adoptado por antisemitas, neonazis, usuarios del tablón Politically Incorrect de 4chan y nacionalistas como un estigma para identificar a personas de origen judío como objetivos de acoso en línea, como los periodistas políticos judíos críticos de Donald Trump durante su campaña electoral de 2016.
En junio de 2016, un artículo publicado en Mic dio a conocer el uso de esta notación a un público más amplio. La mayor atención a este símbolo condujo a Google a eliminar una extensión del navegador que encerraba automáticamente en paréntesis triples los nombres judíos en las páginas web, y a que la Liga Antidifamación lo clasificase como una forma de discurso de odio. A raíz de estas acciones, algunos usuarios, tanto judíos como no judíos, han encerrado sus propios nombres entre paréntesis triples como forma de reapropiación o de solidaridad.
Antes de este uso antisemita, la notación ((( nombre de usuario ))) se había utilizado en comunidades en línea como AOL para simbolizar un ciberabrazo al usuario nombrado.

## Uso

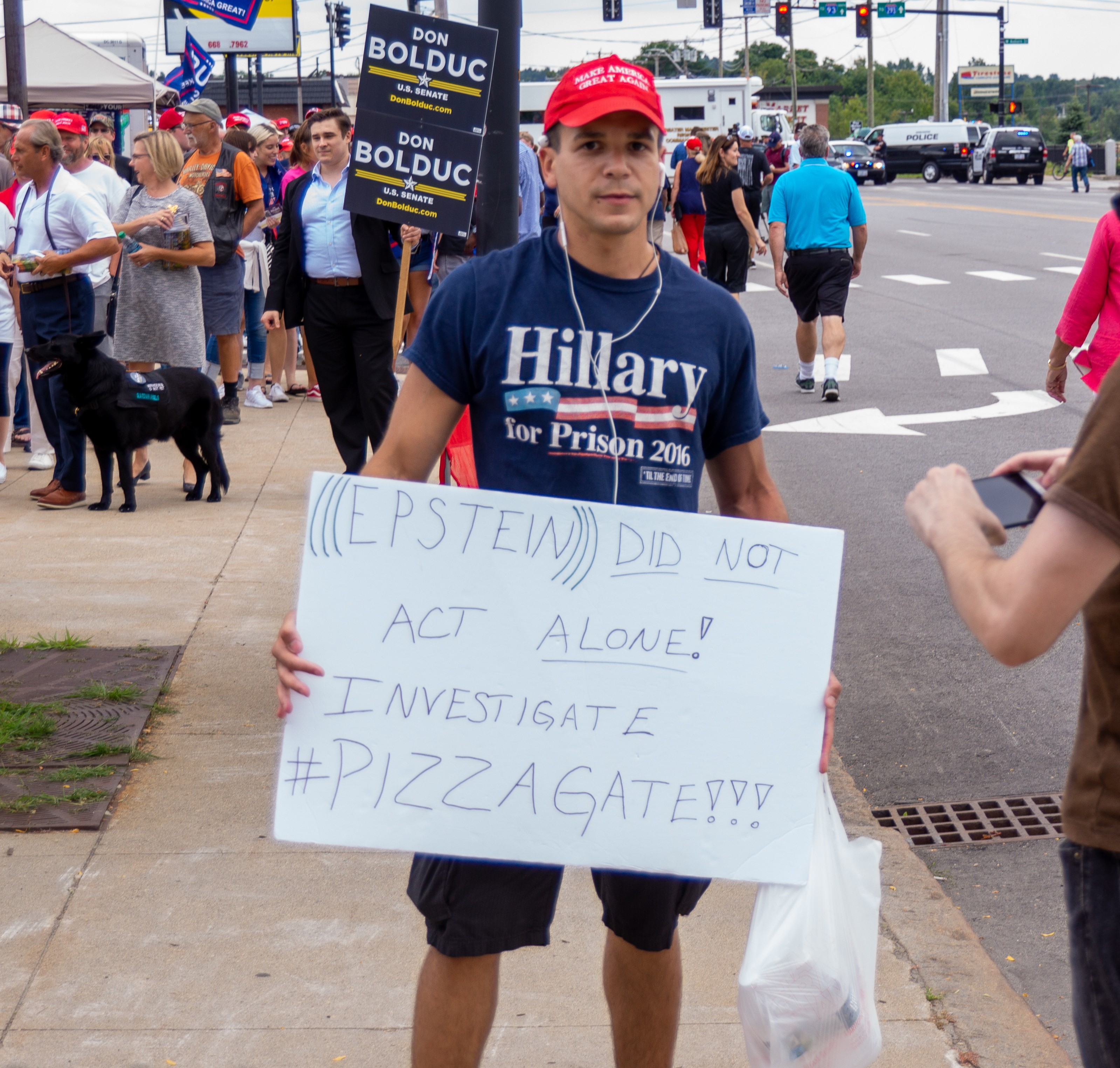
Un manifestante partidario de las teorías de la conspiración con una pancarta alusiva a la muerte de Jeffrey Epstein, donde el nombre de Epstein está encerrado en paréntesis triples para señalarlo como judío.

El uso del «eco» se remonta a un episodio de 2014 de The Daily Shoah , un podcast producido por The Right Stuff, un blog partidario de la alt-right y de carácter antisemita y nacionalista blanco. El podcast incluye un segmento conocido como Merchant Minute, donde los nombres judíos se leen acompañados de un efecto de eco para marcarlos. Para los editores de The Right Stuff, el recurso del eco, representado en el texto con paréntesis triples, es un meme, o jerga interna, que pretende simbolizar la opinión de que las acciones de los judíos en el pasado hacen que sus nombres «resuenen a lo largo de la historia». De dentro hacia afuera, cada paréntesis representa la supuesta participación judía en los medios de comunicación de masas, en la inmigración en masa y en el sionismo global.
Desde entonces, los paréntesis triples han sido adoptados por antisemitas, partidarios de la alt-right, neonazis y nacionalistas blancos como una forma de señalar a los judíos como objetivos de acoso en las redes sociales como Twitter. Varios periodistas judíos relataron al sitio web Mic que, después de que se menconaran sus nombres en forma de eco, comenzaron a recibir mensajes antisemitas por parte de troles, así como fotografías del Holocausto y amenazas de muerte. The Jerusalem Post informó de que los paréntesis triples habían «emergido como un arma en el arsenal de la llamada 'alt-right', un movimiento conservador amorfo, principalmente en línea, que se ha vuelto más visible y sonoro en medio de la campaña presidencial de Donald Trump», y que estas tácticas se usaban cada vez más para atacar a los periodistas judíos que publicaran contenidos críticos con el candidato del Partido Republicano. Uno de los usuarios que participan en estas acciones describió la notación de eco como un «silbato para perros», un tipo de mensaje político pensado para llamar la atención del público objetivo a la vez que pasa desapercibido para el resto. Los motores de búsqueda generalmente ignoran los signos de puntuación contenidos en las consultas, por lo que puede ser difícil localizar intencionalmente las publicaciones que contengan esta notación. 
En un artículo de junio de 2016 que detalla el fenómeno, Mic también informó de que se había desarrollado una extensión para el navegador web Google Chrome conocida como Coincidence Detector («Detector de coincidencias»), que coloca automáticamente los paréntesis triples alrededor de los nombres de las personas que «[han] estado implicadas en ciertos movimientos políticos e imperios mediáticos». La extensión contiene una lista de 8,771 nombres, incluidos nombres y apellidos judíos comunes, los de personalidades mediáticas que han criticado a Trump, el yerno de Trump Jared Kushner, y organizaciones como Ben & Jerry's y Kars4Kids.
El tuitero absurdista dril suscitó controversia en junio de 2016 tras publicar un tuit en el que hizo un uso satírico de los paréntesis triples. Específicamente, dril tuiteó: «me niego a consumir cualquier producto que haya sido creado, o del que se afirme que haya sido creado, por los ((( elfos de Keebler )))". El periodista Jay Hathaway escribió que la mayoría de los seguidores de dril entendieron que el tuit era una broma irónica que exploraba la imprecisa «etiqueta en torno a esta tan propia de 2016 expresión de intolerancia... ¿Puede un no judío aplicar los (((ecos))) a su propio nombre como muestra de alianza? ¿Está bien usar los paréntesis en una broma a expensas de los supremacistas blancos? No hay un consenso claro». De todos modos, algunos usuarios de extrema derecha de Twitter consideraron el tuit como una señal genuina de apoyo al antisemitismo, y otros consideraron que el tuit era de mal gusto, aunque fuera una broma. 

## Respuesta
El 3 de junio de 2016, tras la publicación del artículo de Mic, Google retiró del Chrome Web Store la extensión del detector de coincidencias por violación de sus políticas que prohíben «la promoción del odio o la incitación a la violencia». Se había descargado alrededor de 2.500 veces antes de su retirada. A raíz de la eliminación de la extensión, algunos usuarios de Twitter, tanto judíos como no judíos, pusieron intencionalmente sus nombres de usuario entre triples paréntesis en un acto de reapropiación o de solidaridad. Los nacionalistas blancos, a su vez, pusieron sus nombres de usuario entre paréntesis de eco invertidos, )))así(((, para resaltar su herencia no judía. El periodista Jeffrey Goldberg de The Atlantic dijo que esperaba que los judíos pudieran reclamar para sí este símbolo de la misma manera que algunas personas LGBT habían reclamado la palabra «queer». Jonathan Weisman, editor de The New York Times, incluyó los paréntesis triples en el título de su lanzamiento del libro de 2018, (((Semitismo)): Ser judío en Estados Unidos en la era de Trump.
El 6 de junio de 2016, la Liga Antidifamación anunció que había incluido los paréntesis triples en su base de datos de símbolos que considera discurso de odio. El director general Jonathan Greenblatt explicó que el símbolo era «el equivalente en línea de pintar un edificio con un graffiti antisemita o de provocar verbalmente a alguien», y que la Liga Antidifamación estaba «trabajando con nuestros socios en la industria tecnológica para investigar este fenómeno con mayor profundidad».